# The Blues (serie di film)
The Blues è una serie di 7 documentari del 2003 prodotta da Martin Scorsese e incentrata sulla storia della musica blues. Ogni episodio è stato diretto da un diverso regista, che ha esplorato un aspetto diverso dell'evoluzione del blues. La serie è stata trasmessa per la prima volta negli Stati Uniti sulla PBS.

## La serie
- Dal Mali al Mississippi, regia di Martin Scorsese
- L'anima di un uomo, regia di Wim Wenders
- The Road to Memphis, regia di Richard Pearce e Robert Kenner
- Warming by the Devil's Fire, regia di Charles Burnett
- Godfathers and Sons, regia di Marc Levin
- Red, White and Blues, regia di Mike Figgis
- Piano Blues, regia di Clint Eastwood